# 崔彥俊
崔彥俊，江西新建縣人。明朝政治人物，同進士出身。

## 生平
永樂十年（1412年），崔彥俊登壬辰科三甲進士。曾任貴州思州府首任知府。